# Spitsbergen (Groningue)
Pour les articles homonymes, voir Spitsbergen.
Spitsbergen est un hameau qui fait partie de la commune de Midden-Groningue dans la province néerlandaise de Groningue.